# Hippolyte Moreau
Hippolyte Moreau (officieel: François-Hippolyte Moreau) (Dijon, 1 april 1832 - Neuilly-sur-Seine, 4 januari 1926) was een Franse beeldhouwer.
Hij is ook gekend onder het pseudoniem: "Franjou", dat hij soms gebruikte op zijn kunstobjecten.

## Biografie
Hippolyte Moreau was een lid van de Franse beeldhouwersfamilie Moreau uit de 19e en begin 20e eeuw. Hij was de tweede zoon van beeldhouwer Jean-Baptiste-Louis-Joseph Moreau. Hij werd aanvankelijk opgeleid in het atelier van zijn vader.
Net als zijn twee broers Mathurin en Auguste studeerde hij verder aan de École nationale supérieure des beaux-arts van Parijs, waar hij lessen volgde bij onder andere François Jouffroy.
Van 1863 tot 1914 stelde hij tentoon in de "Salon des artistes français", vooral met decoratieve voorwerpen die doorgaans gebaseerd waren op 18e-eeuwse voorbeelden. Hij exposeerde er ook beelden in marmer. Hij ontving een medaille op de Wereldtentoonstelling van 1878 en een tweede op de Wereldtentoonstelling van 1900.
Hij maakt hoofdzakelijk middelgrote beelden, decoratieve voorwerpen en gebruiksvoorwerpen zoals vazen, beeldjes, briefopeners, boekensteunen en opbergdoosjes in brons, spelter of tin.
De beelden van Hyppolyte Moreau zijn sterk verwant met die van zijn broer Auguste, vooral weergaves van jonge vrouwen en kinderen in allegorische en romantische scenes in een meesterlijke uitvoering. Ook met de werken van Mathurin Moreau is er gelijkenis.
Terwijl zijn beelden, net zoals die van zijn broers, als Art Nouveau gecatalogeerd worden, ziet men in zijn sier- en gebruiksvoorwerpen een duidelijke overgang van Art Nouveau-stijl bij de aanvang naar de Art Deco-stijl in de latere periode.
Hij vervaardigde het standbeeld van Alexis Claude Clairaut (1880) op de gevel van het stadhuis van Parijs in de Rue de Lobau en het oorlogsmonument van Bormes-Les-Mimosas.
Verschillende van zijn werken worden bewaard in het Museum voor Schone Kunsten van Dijon en het Musée Henri-Martin in Cahors.

## Galerij

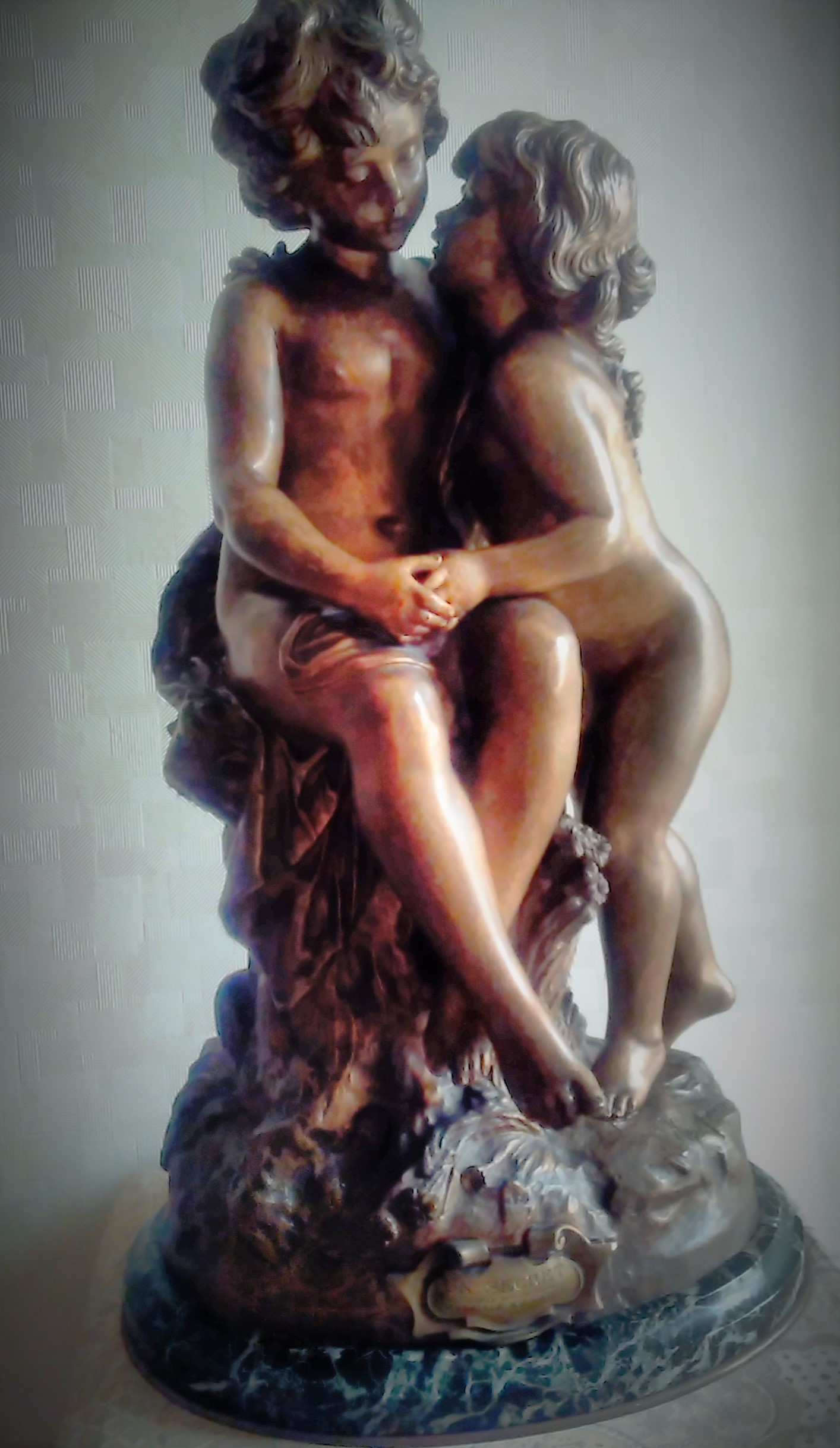
Un secret
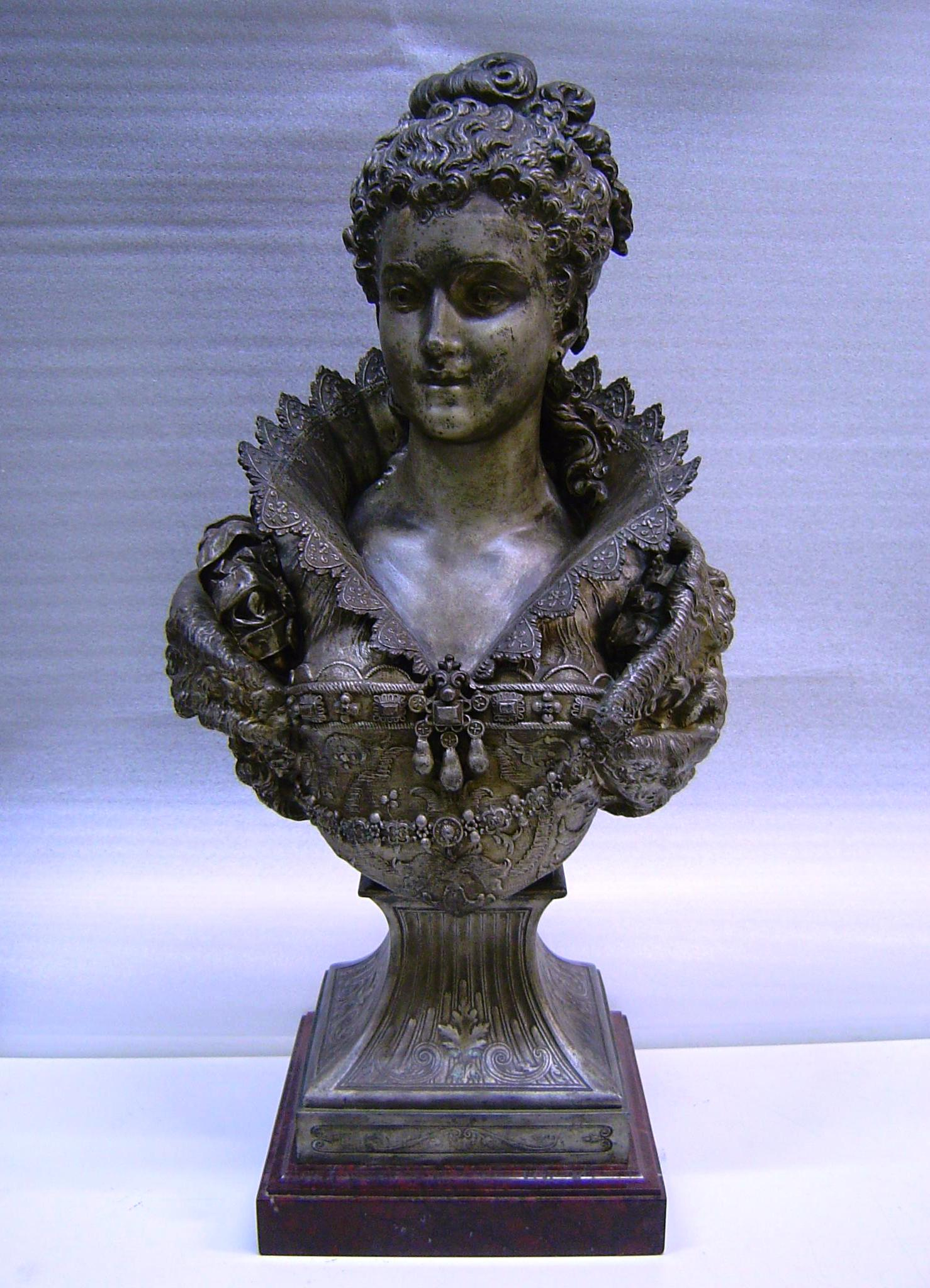
Buste de Femme
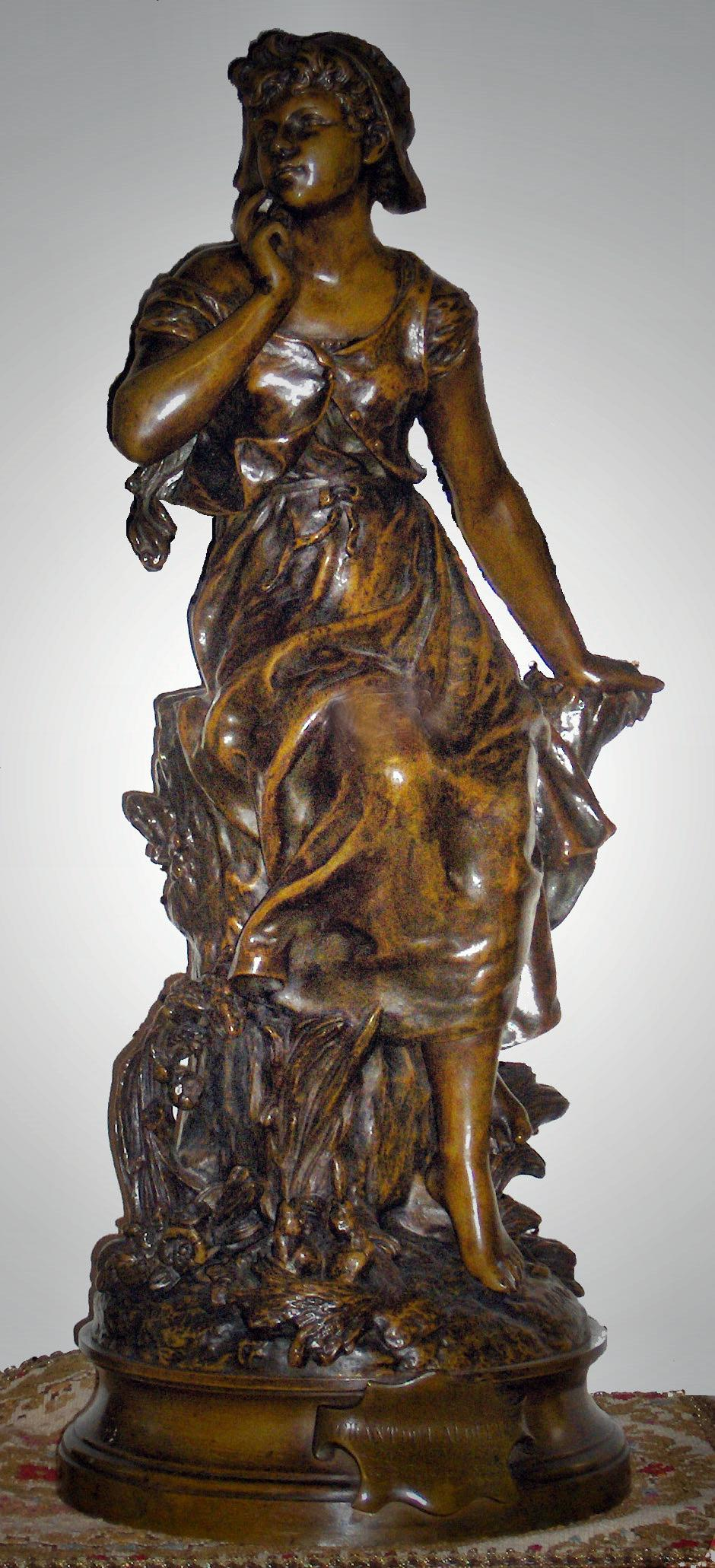
Chant de l'alouette
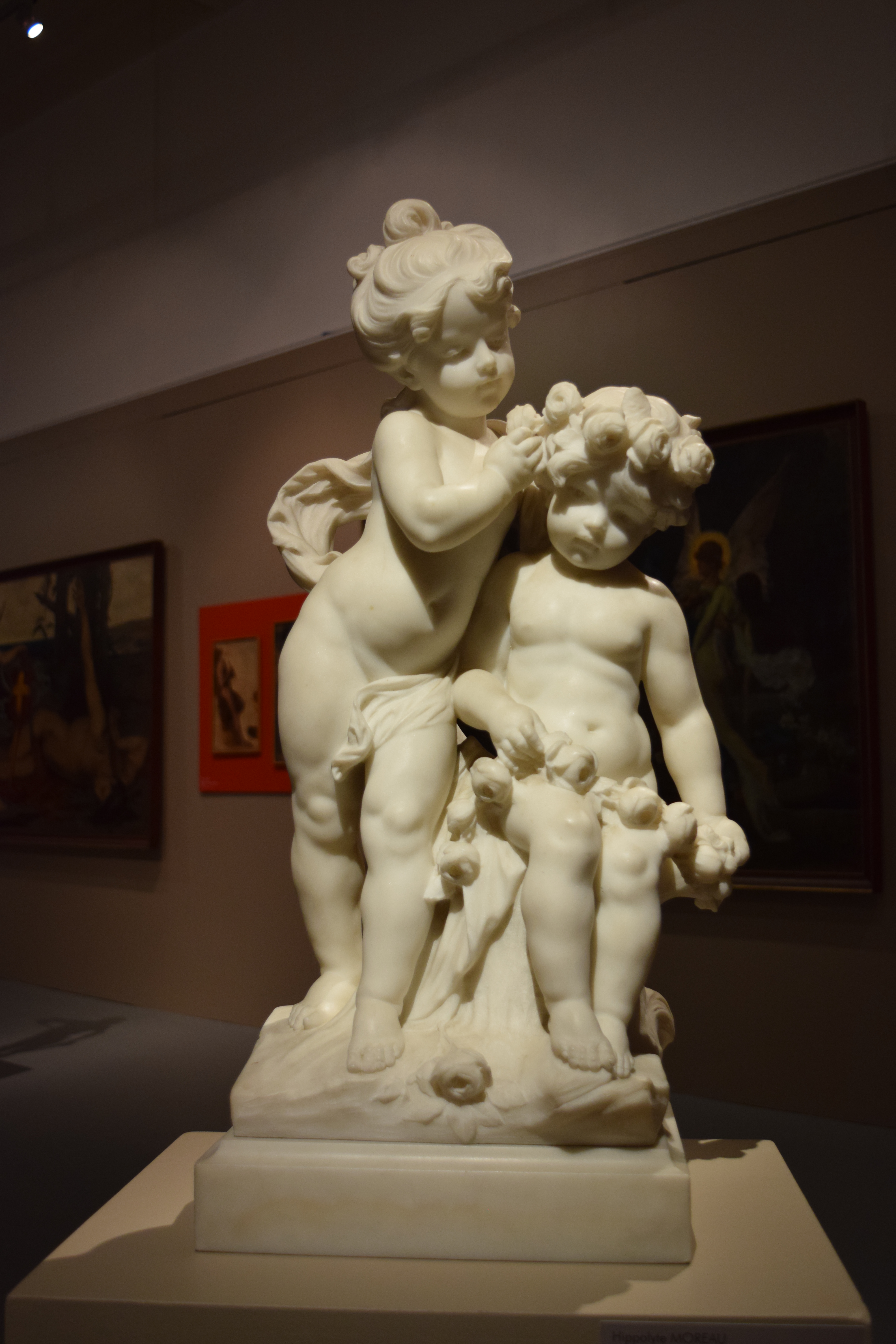
Deux jeunes enfans avec couronnes et guirlandes (Musée des Beaux Arts, Dijon)
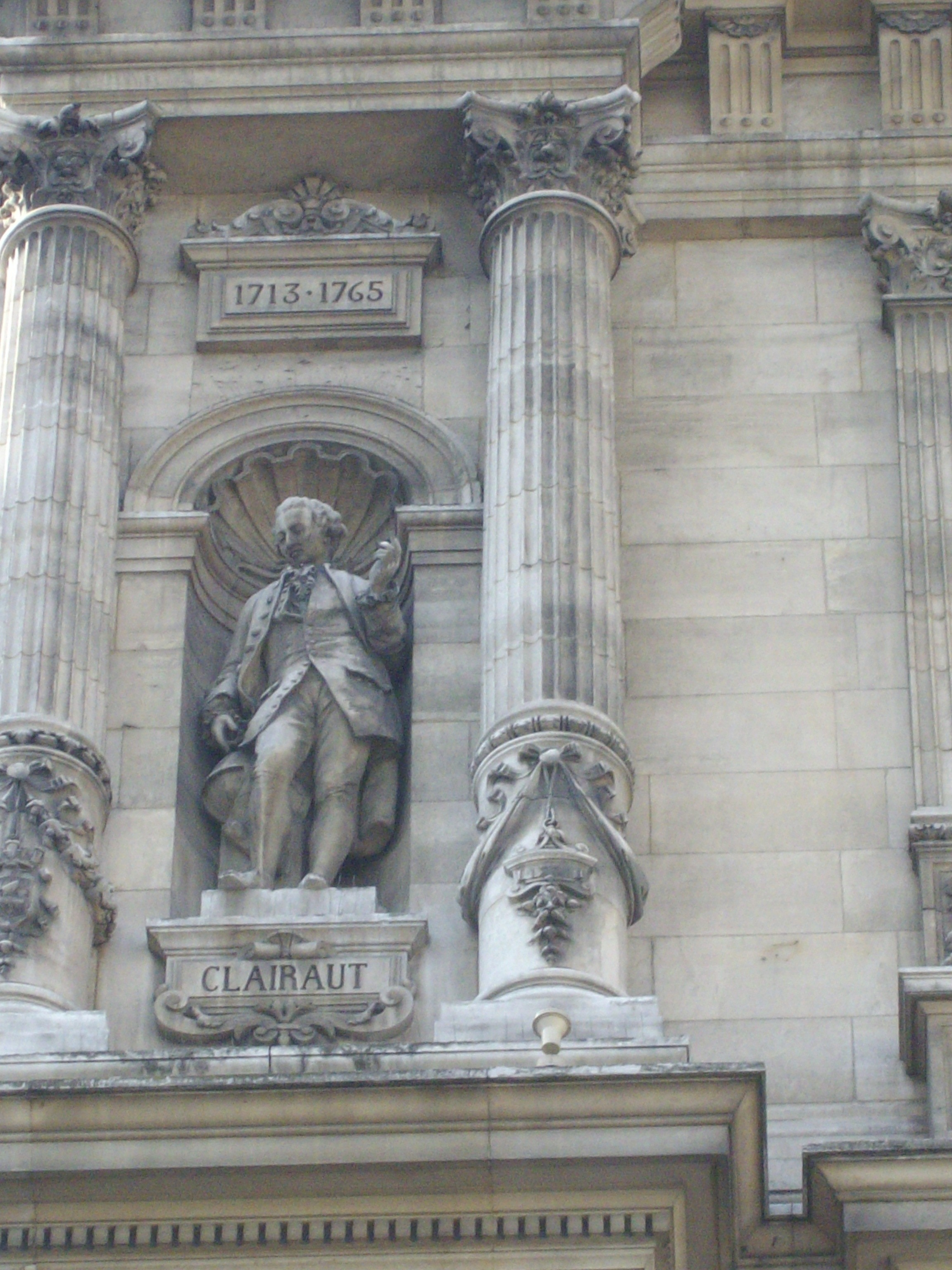
Standbeeld van Alexis Claude Clairaut (stadhuis Parijs)

- RKD-Nederlands Instituut voor Kunstgeschiedenis: 213650
- Union List of Artist Names: 500358417
- Virtual International Authority File: 42147121651226391595
- WorldCat: E39PBJcGpBjqRcgm4ftHg67GpP